# Koralek Paula
Koralek Paula (külföldön Paola Koralek) (Eszék, 1876. július 14. – Viareggio, 1924) opera-énekesnő (szoprán). Budapesti bemutatkozása után Olaszországban és spanyol nyelvterületen futott be jelentős pályát. Repertoárja szinte kizárólag olasz romantikus és versta művekből állt.

## Élete
Édesapja egy zsidó „magánzó” volt. 1893 és 1899 között tanult a Zeneakadémia magánének, majd opera szakán. Az Operaháznak az 1893–95-ös és 1899–1901-es időszakokban volt ösztöndíjasa. Szólóénekesként a Sába királynőjében mutatkozott be. 1903-tól már olasz operaházakban szerepelt, a La Scala kivételével szinte minden színházban megfordult az országban. 1908. december 28-án egy Aida-előadás után túlélője volt a nagy messinai földrengésnek. Súlyosabban nem sérült meg, de az esemény egész további életére kihatott.
1907-ben Madridban szerepelt, 1910-ben dél-amerikai körúton járt Rosarióban, Córdobában és Montevideóban, a következő évben Marseille-ben lépett fel. A közönségtől egy koncerttel búcsúzott a firenzei Hotel Baglioniban, 1917 májusában.
Hangját számos gramofonlemez őrzi.

## Szerepei
- Alberto Franchetti: Germania – Ricke
- Umberto Giordano: André Chénier – Maddalena
- Umberto Giordano: Fedora – címszerep
- Engelbert Humperdinck: Jancsi és Juliska – Altató manó
- Pietro Mascagni: Parasztbecsület – Santuzza
- Pietro Mascagni: Amica – címszerep
- Giacomo Meyerbeer: A hugenották – Valentin
- Amilcare Ponchielli: La Gioconda – címszerep
- Giacomo Puccini: Tosca – címszerep
- Giuseppe Verdi: Ernani – Elvira
- Giuseppe Verdi: A végzet hatalma – Leonora di Vargas
- Giuseppe Verdi: Aida – címszerep
- Siegfried Wagner: A medvebőrös – I. parasztleány
- Carl Maria von Weber: A bűvös vadász – Első nyoszolyólány